# Classificació de la Copa del Món de futbol 2006
Per a la Copa del Món de Futbol 2006, disputada a Alemanya, es van inscriure un total de 198 seleccions per tal de determinar les 32 seleccions participants. Alemanya es classificà directament com a país organitzador. Els 197 equips restants es dividiren segons la seva confederació de la següent manera:
- Europa: 51 equips competint per 13 places, a més d'Alemanya, classificat directament.
- Sud-amèrica: 10 equips competint per 4 places més una a decidir amb un representant oceànic.
- Nord-amèrica i el Carib: 34 equips competint per 3 places més una a decidir amb un representant asiàtic.
- Àfrica: 51 equips competint per 5 places.
- Àsia: 39 equips competint per 4 places més una a decidir amb un representant nord-americà.
- Oceania: 12 equips competint una plaça a decidir amb un representant sud-americà.

## Grups de classificació
Per primer cop des de 1934 el campió de la darrera edició Brasil no es classificà automàticament i hagué de superar la ronda classificatòria. El sorteig dels grups de classificació de les diferents confederacions tingué lloc a Frankfurt el 5 de desembre del 2003 i els primers partits es disputaren el gener del següent any.

### Europa (UEFA)
(14 places, inclosa Alemanya com a organitzador) 

Els equips en negreta classificats directament després de la fase de grups.

Els equips en cursiva i negreta classificats després de disputar el playoff.

Els equips en cursiva classificats per al playoff però no per la Copa del Món.
| Grup 1             | Grup 2              | Grup 3                  | Grup 4         |
| ------------------ | ------------------- | ----------------------- | -------------- |
| 1. Països Baixos   | 1. Ucraïna          | 1. Portugal             | 1. França      |
| 2. República Txeca | 2. Turquia          | 2. Eslovàquia           | 2. Suïssa      |
| 3. Romania         | 3. Dinamarca        | 3. Rússia               | 3. Israel      |
| 4. Finlàndia       | 4. Grècia           | 4. Estònia              | 4. Irlanda     |
| 5. Macedònia       | 5. Albània          | 5. Letònia              | 5. Xipre       |
| 6. Andorra         | 6. Geòrgia          | 6. Liechtenstein        | 6. Illes Fèroe |
| 7. Armènia         | 7. Kazakhstan       | 7. Luxemburg            |                |
| Grup 5             | Grup 6              | Grup 7                  | Grup 8         |
| 1. Itàlia          | 1. Anglaterra       | 1. Sèrbia i Montenegro  | 1. Croàcia     |
| 2. Noruega         | 2. Polònia          | 2. Espanya              | 2. Suècia      |
| 3. Escòcia         | 3. Àustria          | 3. Bòsnia i Hercegovina | 3. Bulgària    |
| 4. Eslovènia       | 4. Irlanda del Nord | 4. Bèlgica              | 4. Hongria     |
| 5. Belarús         | 5. Gal·les          | 5. Lituània             | 5. Islàndia    |
| 6. Moldàvia        | 6. Azerbaidjan      | 6. San Marino           | 6. Malta       |

Dates de classificació
- 3 de setembre de 2005: Ucraïna
- 8 d'octubre de 2005: Croàcia, Anglaterra, Itàlia, Polònia, Països Baixos i Portugal.
- 12 d'octubre de 2005: França, Suècia i Sèrbia i Montenegro.
- 16 de novembre de 2005: República Txeca, Espanya i Suïssa.

Per a més informació vegeu l'article separat: Classificació de la Copa del Món de futbol 2006-UEFA.

### Sud-amèrica (CONMEBOL)
(4 places, després de perdre el playoff contra el representant oceànic)

Aquesta zona es disputa en un grup de classificació únic amb tots 10 membres en partits tots contra tots. La competició s'inicià el setembre del 2003. Els quatre primers es classificaren automàticament (marcats en negreta). El cinquè (marcat en cursiva) es classificà pel playoff contra el campió oceànic però no per la Copa del Món.
| País         | PJ | PG | PE | PP | GF | GC | Pts |
| ------------ | -- | -- | -- | -- | -- | -- | --- |
| 1. Brasil    | 18 | 9  | 7  | 2  | 35 | 17 | 34  |
| 2. Argentina | 18 | 10 | 4  | 4  | 29 | 17 | 34  |
| 3. Equador   | 18 | 8  | 4  | 6  | 23 | 19 | 28  |
| 4. Paraguai  | 18 | 8  | 4  | 6  | 23 | 23 | 28  |
| 5. Uruguai   | 18 | 6  | 7  | 5  | 23 | 28 | 25  |
| 6. Colòmbia  | 18 | 6  | 6  | 6  | 24 | 16 | 24  |
| 7. Xile      | 18 | 5  | 7  | 6  | 18 | 22 | 22  |
| 8. Veneçuela | 18 | 5  | 3  | 10 | 20 | 28 | 18  |
| 9. Perú      | 18 | 4  | 6  | 8  | 20 | 28 | 18  |
| 10. Bolívia  | 18 | 4  | 2  | 12 | 20 | 37 | 13  |

Data en què aconseguiren la classificació
- 8 de juny de 2005: Argentina.
- 4 de setembre de 2005: Brasil.
- 8 d'octubre de 2005: Paraguai i Equador.

Per a més informació vegeu l'article separat: Classificació de la Copa del Món de futbol 2006-CONMEBOL.

### Àfrica (CAF)
(5 places)

Es disputa en cinc grups classificatoris. Els primers de cada grup (marcats en negreta) es classifiquen automàticament per a la fase final.
| Grup 1                 | Grup 2          | Grup 3           | Grup 4      | Grup 5      |
| ---------------------- | --------------- | ---------------- | ----------- | ----------- |
| 1. Togo                | 1. Ghana        | 1. Costa d'Ivori | 1. Angola   | 1. Tunísia  |
| 2. Senegal             | 2. R.D. Congo   | 2. Camerun       | 2. Nigèria  | 2. Marroc   |
| 3. Zàmbia              | 3. Sud-àfrica   | 3. Egipte        | 3. Zimbabwe | 3. Guinea   |
| 4. República del Congo | 4. Burkina Faso | 4. Líbia         | 4. Gabon    | 4. Kenya    |
| 5. Mali                | 5. Cap Verd     | 5. Sudan         | 5. Algèria  | 5. Botswana |
| 6. Libèria             | 6. Uganda       | 6. Benín         | 6. Ruanda   | 6. Malawi   |

Data en què aconseguiren la classificació
- 8 d'octubre de 2005: Togo, Ghana, Costa d'Ivori, Angola i Tunísia.

Per a més informació vegeu l'article separat: Classificació de la Copa del Món de futbol 2006-CAF.

### Oceania (OFC)
(1 plaça, després de guanyar el playoff contra el representant sud-americà)

La classificació del grup d'Oceania es dividí en tres fases. A la primera s'enfrontaren els deu equips més dèbils. Els quatre millors s'uniren a Austràlia i Nova Zelanda en un segon grups on els dos primer classificats disputaren una eliminatòria final. Aquests foren Austràlia i Salomó amb victòria dels primers en tots dos partits per 7-0 i 1-2. A causa de la gran diferència esportiva existent entre els competidors es produïren diversos resultats d'escàndol com: Fiji 11 - Samoa Americana 0, Papua Nova Guinea 10 - Samoa Americana 0, Nova Zelanda 10 - Tahití 0 o Austràlia 9 - Tahití 0.
Austràlia s'enfrontà al cinquè classificat de la ronda sud-americana, Uruguai a qui derrotà per penals (4-2) després de dues victòries locals (1-0) en els dos partits. Austràlia es classificà.
Dates de classificació
- 16 de novembre de 2005: Austràlia.

Per a més informació vegeu l'article separat: Classificació de la Copa del Món de futbol 2006-OFC.

### Àsia (AFC)
(4 places, després de perdre el playoff contra el representant de la CONCACAF)

Les eliminatòries de l'AFC es desenvoluparen en diverses fases. A la fase final arribaren vuit equips que es dividiren en dos grups de quatre. Els dos primers de cada grup (marcats en negreta) es classificaren directament. Els dos tercers classificats disputaren una eliminatòria, el guanyador de la qual (marcat en cursiva) disputà una segona eliminatòria contra un representant de la CONCACAF en la qual sortí derrotat i no es classificà.
| Grup A            | Grup B            |
| ----------------- | ----------------- |
| 1. Aràbia Saudita | 1. Japó           |
| 2. Corea del Sud  | 2. Iran           |
| 3. Uzbekistan     | 3. Bahrain        |
| 4. Kuwait         | 4. Corea del Nord |

Data en què aconseguiren la classificació
- 8 d'octubre de 2005: Aràbia Saudita, Japó, Corea del Sud i Iran.

Per a més informació vegeu l'article separat: Classificació de la Copa del Món de futbol 2006-AFC.

### Amèrica del Nord, Central i Carib (CONCACAF)
(4 places, després de guanyar el playoff amb el representant asiàtic)

Després de diverses eliminatòries prèvies es disputà una fase final amb els sis millors equips. Els tres primers (marcats en negreta) es classificaren directament. El quart (marcat en negreta i cursiva) es classificà després des disputar un playoff amb el representant asiàtic.
| 1. Estats Units      |
| 2. Mèxic             |
| 3. Costa Rica        |
| 4. Trinitat i Tobago |
| 5. Guatemala         |
| 6. Panamà            |

Data en què aconseguiren la classificació
- 3 de setembre de 2005: Estats Units.
- 7 de setembre de 2005: Mèxic.
- 8 d'octubre de 2005: Costa Rica.
- 16 de novembre: Trinitat i Tobago.

Per a més informació vegeu l'article separat: Classificació de la Copa del Món de futbol 2006-CONCACAF.

## Playoffs
El 12 de novembre i el 16 de novembre de 2005 es disputaren cinc eliminatòries a doble volta, anada i tornada. Els vencedors de cada eliminatòria es classificaren per a la fase final de la Copa del Món de Futbol 2006. Els equips classificats estan marcats en negreta.

### Playoffs UEFA
12 de novembre de 2005:
- a Madrid: Espanya 5-1 Eslovàquia
- a Berna: Suïssa 2-0 Turquia
- a Oslo: Noruega 0-1 Txèquia

16 de novembre de 2005:
- a Bratislava: Eslovàquia 1-1 Espanya
- a Istanbul: Turquia 4-2 Suïssa
- a Praga: Txèquia 1-0 Noruega

### Playoffs COMEBOL / OFC
12 de novembre de 2005:
- a Port of Spain: Trinitat i Tobago 1-1 Bahrain

16 de novembre de 2005:
- a Manama: Bahrain 0-1 Trinitat i Tobago

### Playoffs CONCACAF / AFC
12 de novembre de 2005:
- a Montevideo: Uruguai 1-0 Austràlia

16 de novembre de 2005:
- a Sydney: Austràlia 1-0 (4-2 als penals) Uruguai